# Djibril Bassolé

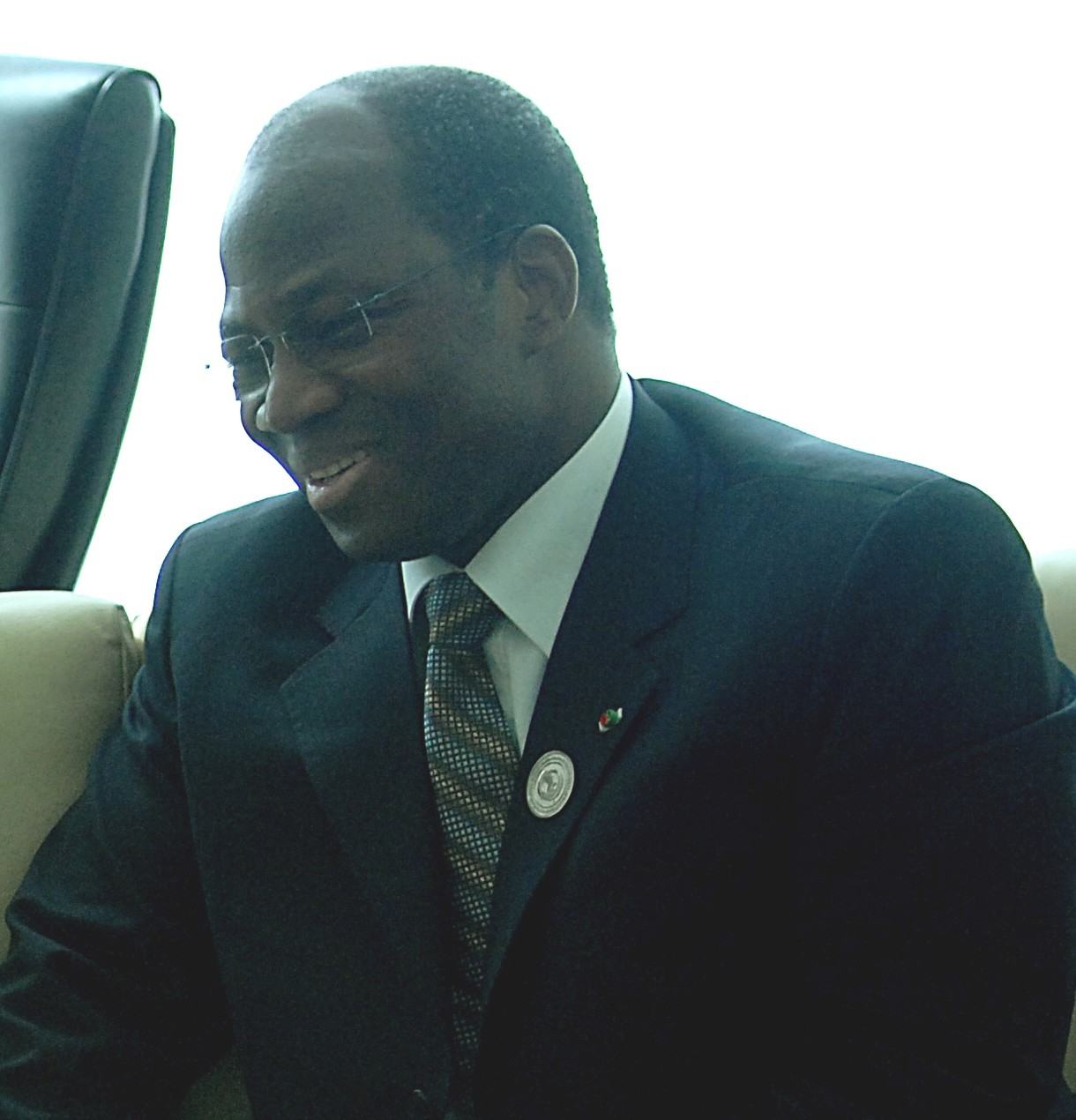
Djibril Bassolé (2008)

Djibril Yipènè Bassolé (* 30. November 1957 in Nouna, Obervolta, heute Burkina Faso) ist ein Politiker aus dem westafrikanischen Staat Burkina Faso. Er war von 2007 bis 2014 Außenminister des Landes.

## Karriere
Bassolé absolvierte eine militärische Karriere, bis er 1999 stellvertretender Minister für nationale Sicherheit wurde. Im November 2000 übernahm er in diesem Ressort das Ministeramt, bis er am 10. Juni 2007 von Premierminister Tertius Zongo als Nachfolger von Youssouf Ouédraogo zum Außenminister von Burkina Faso ernannt wurde.
Am 9. Mai 2013 sorgte Bassolé unfreiwillig für Aufsehen, als er während eines Treffens mit dem türkischen Außenminister Ahmet Davutoğlu in Ankara einen Ohnmachtsanfall erlitt und in ein Krankenhaus gebracht werden musste. Er konnte aber wenig später seine Amtsgeschäfte wieder aufnehmen.
Nach dem Sturz von Präsident Blaise Compaoré verlor er im Oktober 2014 sein Amt. Er beabsichtigte, bei den Präsidentschaftswahlen im Oktober 2015 zu kandidieren, wurde aber am 10. September 2015 vom Verfassungsgericht von der Kandidatenliste gestrichen. Nach dem von Gilbert Diendéré geführten und gescheiterten Militärputsch wurde am 26. September 2015 auch das Vermögen von Bassolé gesperrt.